# تياغو لاسيردا
تياغو ريبيرو لاسيردا (بالبرتغالية: Thiago Ribeiro Lacerda‏) هو ممثل برازيلي من أصل برتغالي، ولد في يوم 19 يناير 1978 في مدينة ريو دي جانيرو في البرازيل مثل في العديد من المسلسلات البرازيلية، منها مسلسل جوليانا الذي عُرض على قناة إل بي سي بالدبلجة العربية.

## وصلات خارجية
- تياغو لاسيردا على موقع IMDb (الإنجليزية)
- تياغو لاسيردا على موقع ألو سيني (الفرنسية)
- تياغو لاسيردا على موقع أول موفي (الإنجليزية)
- تياغو لاسيردا على موقع قاعدة بيانات الفيلم (الإنجليزية)
- تياغو لاسيردا على موقع كينوبويسك (الروسية)
- http://www.imdb.com/name/nm0479895/